# オサダ
株式会社オサダは、かつて佐賀県に本社を置き、地場大手のディスカウントストアを運営していた企業である。

## 歴史・概要
1964年（昭和39年）10月に長田龍夫が、展示会販売のスタイルで、家庭日用雑貨品の移動販売を行ったのが始まりである。
雑貨品販売の常設店舗としてバラエティーストア業態の店舗の開設を目指して調査したところ、米国ではディスカウントストア業態がバラエティーストアを凌駕し始めていることを知ったため、ディスカウントストアの出店を目指すようになった。
しかし、資金面の問題に加えて大規模小売店舗法の規制の問題もあり、当初は150坪から300坪規模の店舗の出店を進めた。
そして、1972年（昭和47年）4月4日に株式会社リビングチェンオサダを設立して法人化し、1982年（昭和57年）10月に本部を開設して組織整備を進めた。
1987年（昭和62年）にウォルマートのスーパーセンター1号店を見学してその業態を参考にして、1995年（平成7年）12月1日にハイパーマートオサダ小戸マリーナ店を開店し、スーパーセンター業態の店舗の出店を開始した。
1994年（平成6年）12月9日に地元スーパーのマミーと共に「いちやショッピングセンター」の核店舗として出店して山口県に進出した。
1995年（平成7年）12月に国内信販と提携して「オサダKCマスターカード」の発行を開始した。
2000年（平成12年）2月1日にハイパーセンターオサダ伊集院店を開店して鹿児島県に進出した。
しかし、店舗拡大路線が裏目に出て、負債総額348億4900万円を抱えて、2000年（平成12年）7月17日に佐賀地方裁判所武雄支部に民事再生法の適用を申請して同年（平成12年）8月11日に民事再生手続の開始が決定した。
そして、同年11月8日に玉名店や人吉店など14店舗を閉鎖する再生計画案を提示した。
2004年（平成16年）7月にザ・スーパーカンパニー株式会社が設立され、同年に株式会社オサダから同社に営業を譲渡した。
しかし、同社には小売業に精通した経営陣がいなかったことから業績の低迷が続き、不採算店の閉鎖が進められる形となった。
そして、ザ・スーパーカンパニー株式会社は、2008年（平成20年）に一部の店舗の営業権を譲渡したうえで、同年5月末で従業員を解雇し、同年6月2日に任意整理の方針を打ち出して事実上倒産となった。
一方で、2004年（平成16年）7月に小戸店跡にホームセンターコーナンめいのはま店が開店したのを皮切りに、同年9月にはホームセンターコーナン福岡空港店を開店したが、2005年（平成17年）8月にホームセンターコーナン福岡空港店は閉店となった。
以後数年間再建を続けたが、2004年に経営再建を断念。事実上経営破綻し、長崎県の時津店以外の店舗をすべて閉店、売却した。小戸（福岡市西区）、大塔（長崎県佐世保市）の2店舗はコーナンに売却している。また、空港店（福岡県糟屋郡志免町）の退去した建物は同社がリース入居したが、不振のため異例の短期間で撤退している。
2010年（平成22年）には一度閉店していた伊万里店を再開した。
2013年2月には倒産後も継続して営業していた唯一の店舗、時津店を閉店。
伊万里店1店舗体制となったが、2014年（平成26年）2月末には伊万里店も閉店した。

## 年表
- 1963年（昭和38年）5月 - 創業
- 1972年（昭和47年）4月 - 株式会社リビングチェンオサダとして法人設立[15]。
- 1976年（昭和51年） - 武雄市甘九物流センター開設[15]。
- 1981年（昭和56年） - 12月10日-本格的ディスカウントストア甘九店開店[15]。
- 1982年（昭和57年） - 本部・物流センターを武雄市武雄町に移設[15]。
- 1987年（昭和62年） - 台湾に海外事務所開設[15]。
- 1988年（昭和63年） - 沖縄県糸満市にFC1号店を開店[15]、韓国に事務所開設[15]。
- 1993年（平成5年） - 株式会社オサダに社名変更[15]。
- 2000年（平成12年）
  - 7月17日 - 佐賀地裁武雄支部に民事再生法の適用を申請[9]。負債総額は約348億4900万円を抱えて[8]。
  - 8月11日 - 佐賀地裁武雄支部が民事再生手続の開始を決定[9]。
  - 11月8日 - 玉名店や人吉店など14店舗を閉鎖する再生計画案を提示[10]。
- 2004年（平成16年）
  - 4月14日 - 再生計画の達成が困難なため、経営再建を断念[要出典]
  - 7月 - 店舗の受け皿会社としてザ・スーパーカンパニー株式会社設立[11]。
- 2006年（平成18年）2月1日 - 食品館姪浜店と伊万里店の名称を「rocco（ロッコ）」に変更[11]。
- 2008年（平成20年）6月2日 - ザ・スーパーカンパニーが任意整理の方針を打ち出して事実上倒産[12]。
- 2010年（平成22年）10月1日[要出典] - 閉店した伊万里店を「ハイパーセンターオサダ伊万里店」として再開[14]。（倒産後の新規店舗は初）[要出典]
- 2013年（平成25年）2月19日 - 時津店閉店、16年の歴史に幕を閉じる。[要出典]
- 2014年（平成26年）2月末 - 伊万里店閉店[14]。

## 営業中の店舗
- 福江店（長崎県五島市上大津町182-8[広報 1]）

2013年開店。旧・五島店。
- 新上五島店（長崎県南松浦郡新上五島町青方郷1702[広報 1]）

- 多良木店[16]（球磨郡多良木町多良木2848[広報 2]）

## 過去に存在した店舗

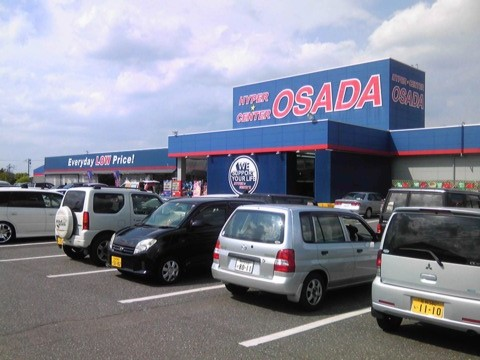
ハイパーセンターオサダ伊万里店（2014年2月28日閉店）
（佐賀県伊万里市・2013年4月29日撮影）

- ×は現在建物が解体された店舗。[要出典]
- 「rocco」（ロッコ）は、ザ・スーパーカンパニーが「オサダ」及び「オサダ食品館」として営業していた店舗の名称変更を行ったもの。旧店舗のイメージを払拭することが店名変更の狙いであったという[11]。
- 「HyC」はハイパーセンター。

### 福岡県
- ハイパーマートオサダ小戸マリーナ店（福岡市西区小戸2-2621[17]、1995年（平成7年）12月1日開店[3]）

鉄骨造2階建て、延べ床面積約12,797m2、店舗面積約9,413m2
店舗跡には2004年（平成16年）7月にホームセンターコーナンめいのはま店が開店した。
食品部分は、ザ・スーパーカンパニーオサダ食品館 姪浜店だったものの、2006年（平成18年）2月1日にroccoに店名変更。東京都の『つきぢ田村』で修業した板前監修の和洋総菜を扱った「職人のおかず処 六鼓亭（ろっこてい）」を新設した。
その後、閉店し生鮮市場ハイマート姪浜店となり、現在はダイソーとなっている。（ハイマート自体はfoodwayとして隣接地の駐車場に移転した）
- 下山門店（福岡市西区[18]）

→ドラッグストアコスモス
- 井尻店×[要出典]（春日市[19]）

旧ユニード
→コジマNEW福岡春日店 → コジマ×ビックカメラ福岡春日店
- HyC空港店（糟屋郡志免町大字別府カジ546-1[20]、）

鉄骨造2階建て、延べ床面積約7,956m2、店舗面積約5,493m2
2004年（平成16年）9月にはホームセンターコーナン福岡空港店を開店したが、2005年（平成17年）8月にホームセンターコーナン福岡空港店は閉店となった。
→メガセンタートライアル福岡空港店
- 小倉西港店（北九州市小倉北区西港16-4[21]、）

鉄骨造3階建て、延べ床面積約7,194m2、店舗面積約5,190m2
→スーパーセンタートライアル西港店
- 筑後店（筑後市大字上北島字井原口1271[22]）

鉄骨造3階建て、延べ床面積約24,670m2、店舗面積約12,128m2
→スーパーセンタートライアル筑後店
- 飯塚店（飯塚市大字上緒字平兵衛谷173-1[24]、）

鉄骨造2階建て、延べ床面積約15,062m2、店舗面積約12,074m2
店舗跡は増床してスーパーセンタートライアル上三緒店となった。
- 直方店（直方市大字感田字井牟田1967[26]、）

鉄骨造3階建て、延べ床面積約15,338m2、店舗面積約8,797m2
→スーパーセンタートライアル直方店
- 大牟田店（大牟田市大字田隅911[27]、）

鉄骨造2階建て、延べ床面積約5,472m2、店舗面積約3,992m2
→新鮮市場サカイ本店
- 四ツ山店（大牟田市[19]）

- FC瀬高店（山門郡[28]）

- HyC宗像店（宗像市大字徳重字立田599[29]、）

鉄骨造2階建て、延べ床面積約26,438m2、店舗面積約11,942m2
→パチンコ店　当初はほぼ建物をそのまま利用していたものの、増改築によって当時の面影は少なくなっている。
- FC相生店×[要出典]（北九州市[30]）

→鮮ど市場相生店→フレッシュ8相生店→ゆめマート相生店→ダイレックス相生店　ゆめマート時代まで建物は現存していたが、その後閉店に当たり、更地になった後にダイレックスが新しく店舗を建設し開店。

### 佐賀県
- HyC武雄本店（武雄市朝日町大字廿久193-1[31]）

→ザ・スーパーカンパニーオサダ→スーパーセンタートライアル武雄店→ドラッグストアモリ武雄朝日店
- 佐賀店（佐賀市鍋島町八戸763-2[32]（現・白石町）、）

鉄骨造3階建て、延べ床面積約9,005m2、店舗面積約5,586m2
- 本庄店（佐賀市[33]）

- 福富店（杵島郡福富町大字福富3865-1[32]（現・白石町）、）

鉄骨造2階建て、延べ床面積約9,600m2、店舗面積約7,600m2
→生鮮市場ハイマート福富店→セブンイレブン 福富インター店
- ハイパーセンターオサダ東与賀店（佐賀郡東与賀町大字下古賀113[34]）

店舗面積約19,800m2
- 伊万里店（佐賀県伊万里市二里町大里字山ノ中甲1832-1[35]、1993年（平成5年）開店[14] - 2014年（平成26年）2月末閉店[14]） 開店 - 2014年2月28日閉店）

鉄骨造2階建て、延べ床面積約8,004m2、店舗面積約4,925m2
ザ・スーパーカンパニーが継承して2006年（平成18年）2月1日にroccoに店名変更した。一旦閉店した後、2010年（平成22年）に営業を再開したが、2014年（平成26年）2月末に閉店となった。
- 有田店（西松浦郡有田町1000中部丙[36]）

- 尼寺店（多久市[37]）

- 小城店（小城町[38]）

- 千望里店（鹿島市[37]）

- 唐津店（唐津市[33]）

- 鹿島店（鹿島市高津原4326-1[39]、1999年（平成11年）1月開店[40]）

1996年（平成8年）8月に閉店したジャスコ跡には1999年（平成11年）1月にオサダが出店したが2年4カ月で撤退した。

### 長崎県
- ハイパーセンターオサダ時津店（西彼杵郡時津町日並郷字馬場2124-1[41][42]、1997年7月開店 - 2013年2月19日閉店）

店舗面積約9,455m2
2004年の本社倒産時、当初は小戸店や大塔店と同様にコーナンの店舗となる方針だったものの、オサダ自体が営業を継続。倒産から伊万里店が再開店を行うまでは当社の唯一の店舗だった。
2013年2月の閉店後、暫くの間建物は現存していたものの、2015年の9月頃より解体工事が開始され、2016年5月頃より跡地が住宅地「ユーエムヒルズひなみ野」として使用されている。
- 川棚店（東彼杵郡[43]川棚町[44] 栄町30-1[41]）

- HyC松浦店（松浦市志佐町浦免沖新田942-1[45]、）

鉄骨造平屋建て、延べ床面積約9,517m2、店舗面積約7,480m2
→ザ・スーパーカンパニーオサダ→ハイマートスーパーセンター松浦店
- 佐々店（北松浦郡 [43]佐々町[44]市場免1-2)[46]

→ザ・スーパーカンパニーオサダ→閉店
- ハイパーセンター大塔店（佐世保市大塔町8-1[47]、）

鉄骨造2階建て、延べ床面積約5,600m2、店舗面積約4,440m2
→コーナン大塔店
食品部分は、ザ・スーパーカンパニーが継承した後、オサダ食品館からroccoへ店名を変更した。→生鮮市場ハイマート大塔店となっていたが2010年10月31日に閉店、そのままコーナン大塔店へ吸収された。
- 大村店（大村市東三城町6-1[48]）
- 大村店ホームセンター[49]（大村市幸町25-185[35]）

鉄骨造2階建て、延べ床面積約2,173m2、店舗面積約1,861m2
→オサダ激安ランド宝島。2棟からなっていたが、現在、片方はダイソー、もう片方はマンションとなっている。
- 郷ノ浦店（壱岐郡[50]郷ノ浦町[44]）

- 壱岐店（現壱岐市）[要出典]

- 旧・ドゥイングオサダ福江店（五島市籠淵町）→2020年4月に五島店に移転統合する形で閉店。2022年現在はゲオ福江店。[要出典]

- 平戸店（平戸市[50]）

- ハイパーセンターオサダ対馬店（長崎県美津島町鶏知字陽樽ノ濱乙505-1[51]）

鉄骨造2階建て、延べ床面積約8,246m2、店舗面積約4,961m2
直営店だったが、ザ・スーパーカンパニーに譲渡され、rocco対馬店となる。同社の倒産後、再びオサダとなる。2022年時点で閉店済みである。2024年3月12日に良品計画が沖縄県以外の離島で初の直営店舗となる「無印良品対馬」がオープンした。

### 熊本県
- オサダグレートランド×（玉名郡南関町セキアヒルズ・オービルパビリオン[53]、1998年（平成10年）4月24日開店[54] - 2000年（平成12年）5月閉店[55]）

敷地面積約240,000m2、延べ床面積約46,000m2、店舗面積約38,000m2（当社店舗面積約8,500m2）、駐車台数約5,000台
リゾート施設併設のセキアヒルズ・オービルパビリオンの核店舗として出店していたオフプライスデパートメントストア業態1号店として開設した。売場がワンフロア構造の店舗で1階は駐車場となっていた。
オサダを経営破綻に追い込んだ原因の一つとされている。
- 菊池店（菊池市[57]）

- 玉名店（玉名市築地789-1[58]、1997年（平成9年）12月26日開店[58]）

鉄骨造2階建て、延べ床面積約15,400m2、店舗面積約8,600m2
→ナフコ玉名店
- 城南店（下益城郡[16]城南町[59]）

- 小川店（下益城郡[16]小川町[59]）

店舗面積約3,489m2
- 人吉店（人吉市[16]、? - 2001年（平成13年）閉店[55]）

### 大分県
- オサダグレートランド（下毛郡三光村大字佐知1032[61]（現・中津市）、2000年（平成12年）8月10日開店[62]）

イオン三光ショッピングセンター（現・イオンモール三光）の増床時に準核店舗として出店した。しかし開店直前にすでにオサダが経営破綻していたため、わずか1年ほどで撤退。
→ホームワイド三光店

### 鹿児島県
- ハイパーセンターオサダ伊集院店 （日置郡伊集院町（現・日置市）中川、2000年（平成12年）2月1日開店[6]）

売場面積約4,600m2
家具の山佐跡に出店
→スーパーセンターニシムタ伊集院店→スーパーセンターニシムタ中川店
「スーパーセンターニシムタ中川店」への店名変更は、同市伊集院町猪鹿倉への「スーパーセンターニシムタ伊集院店」新規出店による。

### 沖縄県
- 糸満店×[要出典]（糸満市西崎6丁目1[要出典]、1988年（昭和63年）開店[63])

### 山口県
- ハイパーマートオサダ山口店（山口市大字下小鯖字上金[64]、）

鉄骨造3階建て、延べ床面積約18,243m2、店舗面積約11,125m2
- 徳山店×（徳山市夜市潮入3931[65]（現・周南市）、1994年（平成6年）12月9日開店[4]）

敷地面積約23,000m2、鉄骨造2階建て、延べ床面積約15,403m2、店舗面積約6,340m2、駐車台数約500台。
いちや家具に隣接して増床する形で開設された「いちやショッピングセンター」に、地元スーパーのマミーと共に核店舗として出店した。
→ナフコツーワンスタイル徳山店→閉店

### 滋賀県
- 豊郷店（豊郷町[67]）

店舗面積約3,519m2

### 広報など1次資料
1. 1 2  “チラシ”. 株式会社ドゥイング. 2024年7月10日閲覧。
2. ↑  “公式サイト”. ディスカウントストア オサダ 多良木店. 2024年7月12日閲覧。